# Gazipınarı, Artova
Gazipınarı là một xã thuộc huyện Artova, tỉnh Tokat, Thổ Nhĩ Kỳ. Dân số thời điểm năm 2011 là 28 người.